# Saison 2023 de l'équipe cycliste FDJ-Suez
La Saison 2023 de l'équipe FDJ-Suez est la dix-huitième de la formation. L'effectif est stable avec les arrivées de Loes Adegeest et Gladys Verhulst, ainsi que le départ de Brodie Chapman. 
Cecilie Uttrup Ludwig effectue une saison régulière. Elle est troisième des Strade Bianche. Sixième du Tour d'Italie et septième du Tour de France. Aux championnats du monde sur route, elle prend la médaille de bronze sur route. Au Tour de Scandinavie, elle gagne deux étapes, mais doit se contenter de la seconde place au classement général pour deux secondes. Elle conclut la saison avec la victoire sur le Tour d'Émilie. Grace Brown commence la saison en Australie avec le titre national en contre-la-montre puis la victoire sur le Women's Tour Down Under. Elle s'impose au Grand Prix du Morbihan et au Tour de Bretagne. Elle est deuxième du championnats du monde du contre-la-montre avant de remporter le contre-la-montre du Tour de Scandinavie. Évita Muzic montre une belle progression, avec une cinquième place à la Flèche wallonne, une sixième place au Tour d'Espagne puis au Tour du Pays basque. Loes Adegeest gagne la Cadel Evans Great Ocean. Marta Cavalli, sûrement affectée par sa chute au Tour de France 2022, réalise une saison en deçà de la précédente. Elle s'impose toutefois au Tour féminin international des Pyrénées et au Tour de l'Ardèche. Vittoria Guazzini est troisième du Trofeo Alfredo Binda-Comune di Cittiglio. Eugénie Duval termine au pied du podium à Paris-Roubaix. Cecilie Uttrup Ludwig est septième du classement UCI et treizième de l'UCI World Tour. FDJ-Suez est respectivement cinquième et sixième de ces classements.

## Préparation de la saison

### Partenaires et matériel de l'équipe
L'équipe court sur des vélos Lapierre.

### Arrivées et départs
L'effectif est stable avec les arrivées de Loes Adegeest et Gladys Verhulst, ainsi que le départ de Brodie Chapman.
| Arrivées        | Équipe 2022  |
| --------------- | ------------ |
| Loes Adegeest   | IBCT         |
| Gladys Verhulst | Le Col-Wahoo |

| Départs        | Équipe 2023    |
| -------------- | -------------- |
| Brodie Chapman | Trek-Segafredo |

### Effectifs
| Effectif 2023            | Effectif 2023     | Effectif 2023 | Effectif 2023                  |
| Cycliste                 | Date de naissance | Pays          | Équipe précédente              |
| ------------------------ | ----------------- | ------------- | ------------------------------ |
| Loes Adegeest            | 7 août 1996       | Pays-Bas      | IBCT (2022)                    |
| Stine Borgli             | 4 juillet 1990    | Norvège       | Keukens Redant (2019)          |
| Grace Brown              | 7 juillet 1992    | Australie     | Team BikeExchange (2021)       |
| Marta Cavalli            | 18 mars 1998      | Italie        | Valcar-Travel & Service (2020) |
| Clara Copponi            | 12 janvier 1999   | France        | Bio Frais (2019)               |
| Eugénie Duval            | 3 mai 1993        | France        |                                |
| Emilia Fahlin            | 24 octobre 1988   | Suède         | Wiggle High5 (2018)            |
| Maëlle Grossetête        | 10 avril 1998     | France        |                                |
| Victorie Guilman         | 25 mars 1996      | France        | DN 17 Poitou-Charentes (2015)  |
| Vittoria Guazzini        | 26 décembre 2000  | Italie        | Valcar-Travel & Service (2021) |
| Marie Le Net             | 25 janvier 2000   | France        | Breizh Ladies (2018)           |
| Évita Muzic              | 26 mai 1999       | France        | VC Morteau Montbenoit (2017)   |
| Cecilie Uttrup Ludwig    | 23 août 1995      | Danemark      | Bigla (2019)                   |
| Gladys Verhulst          | 2 janvier 1997    | France        | Le Col-Wahoo (2022)            |
| Jade Wiel                | 2 avril 2000      | France        | VC Morteau Montbenoit (2018)   |
|                          |                   |               |                                |
| Source : ProCyclingStats |                   |               |                                |

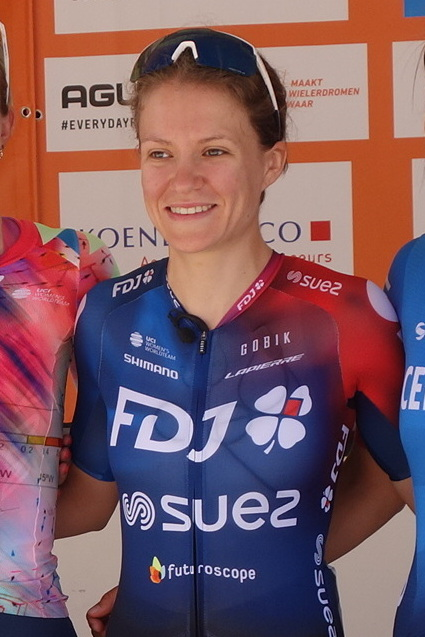
Loes Adegeest
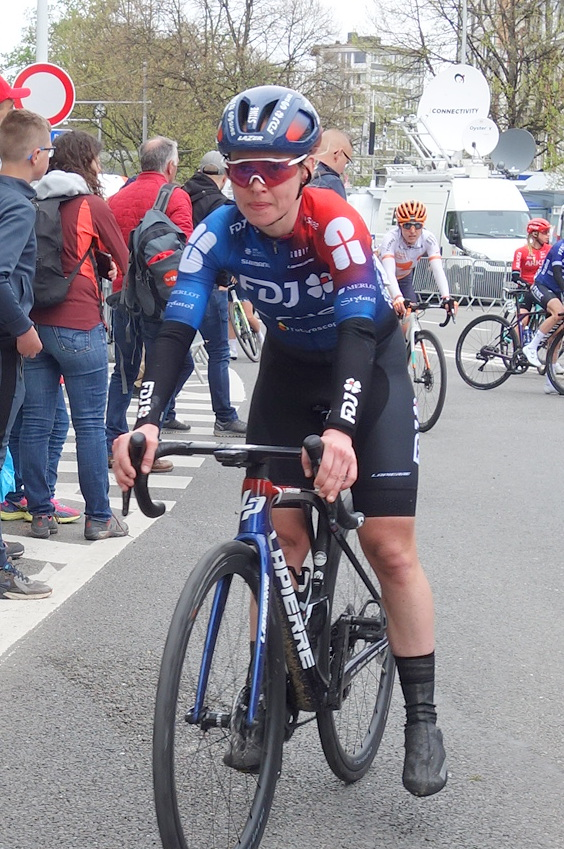
Stine Borgli
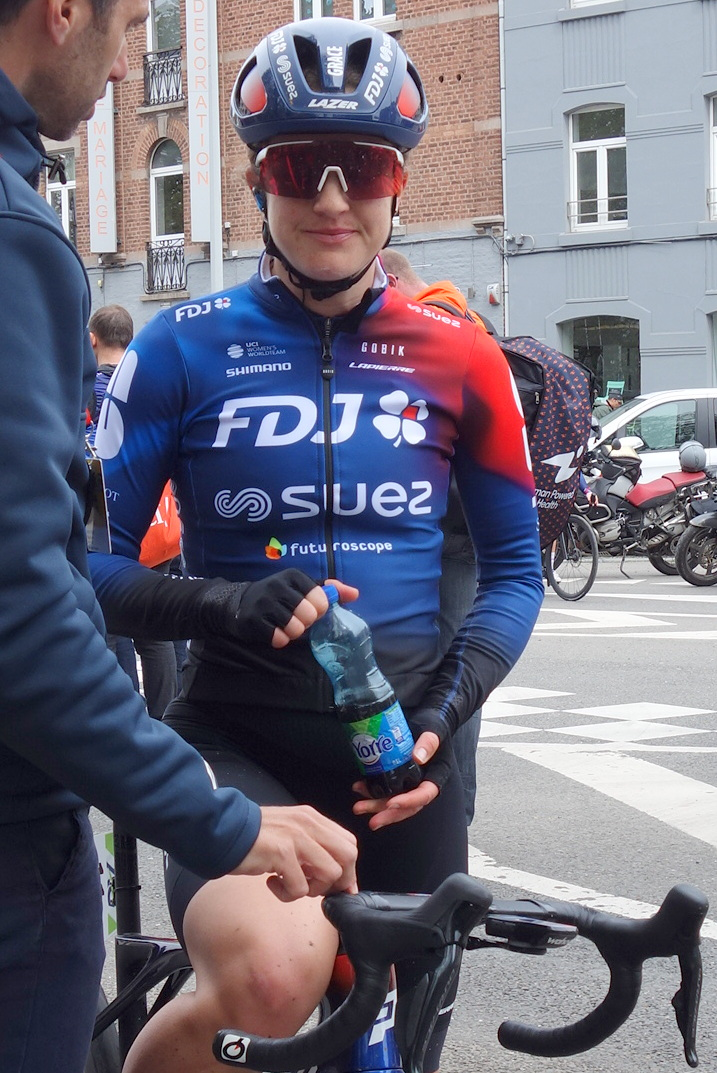
Grace Brown
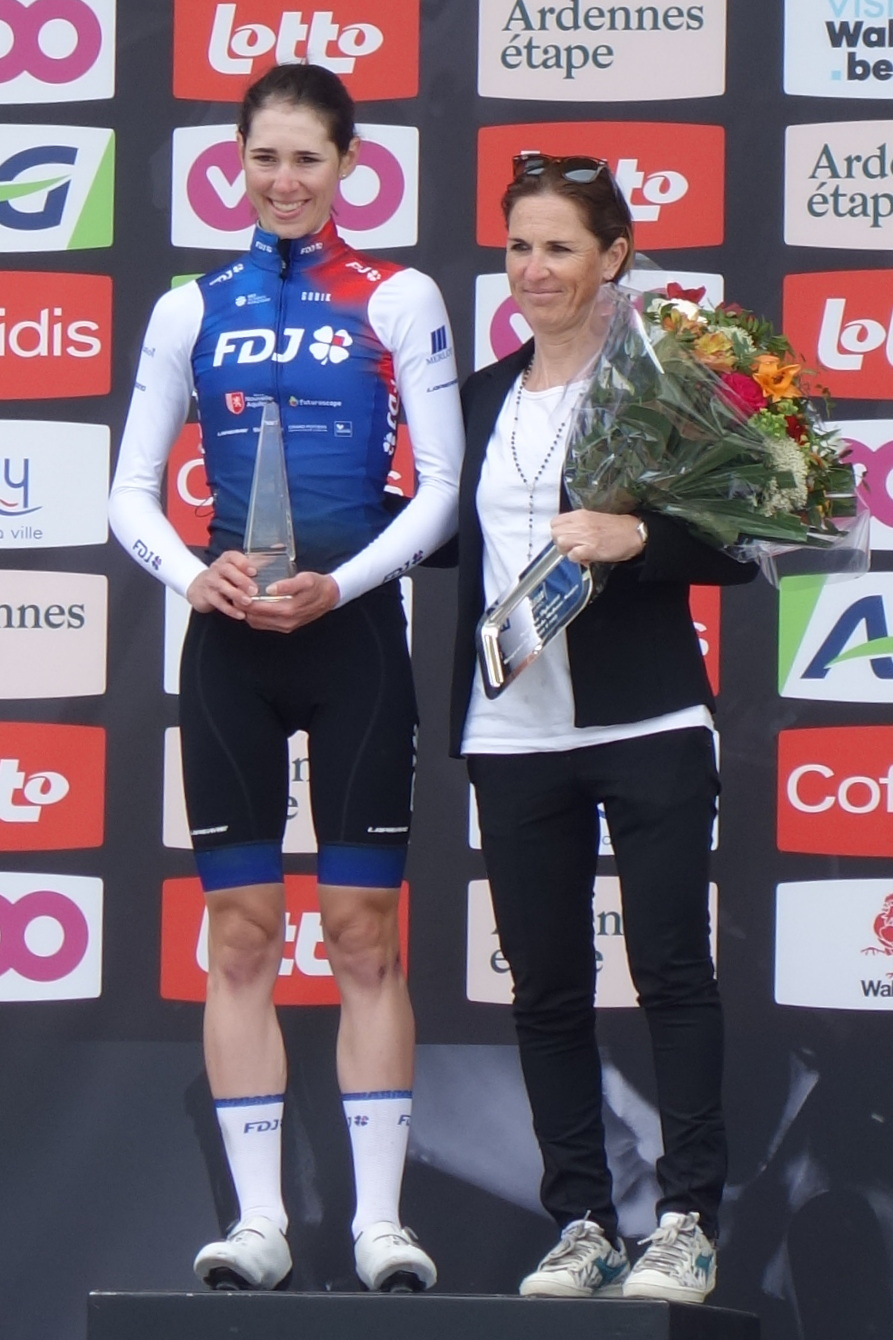
Marta Cavalli en 2022
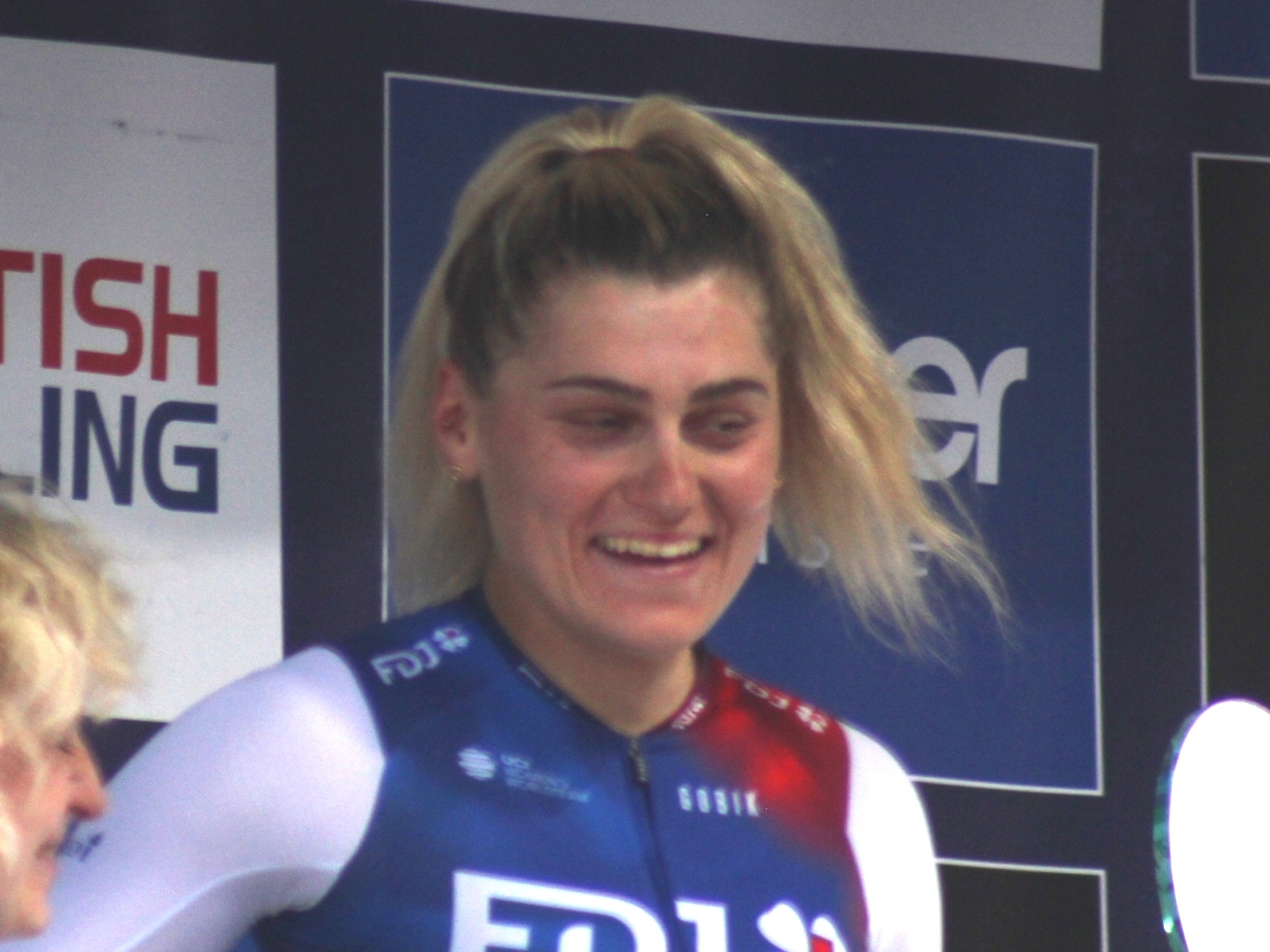
Clara Copponi en 2022
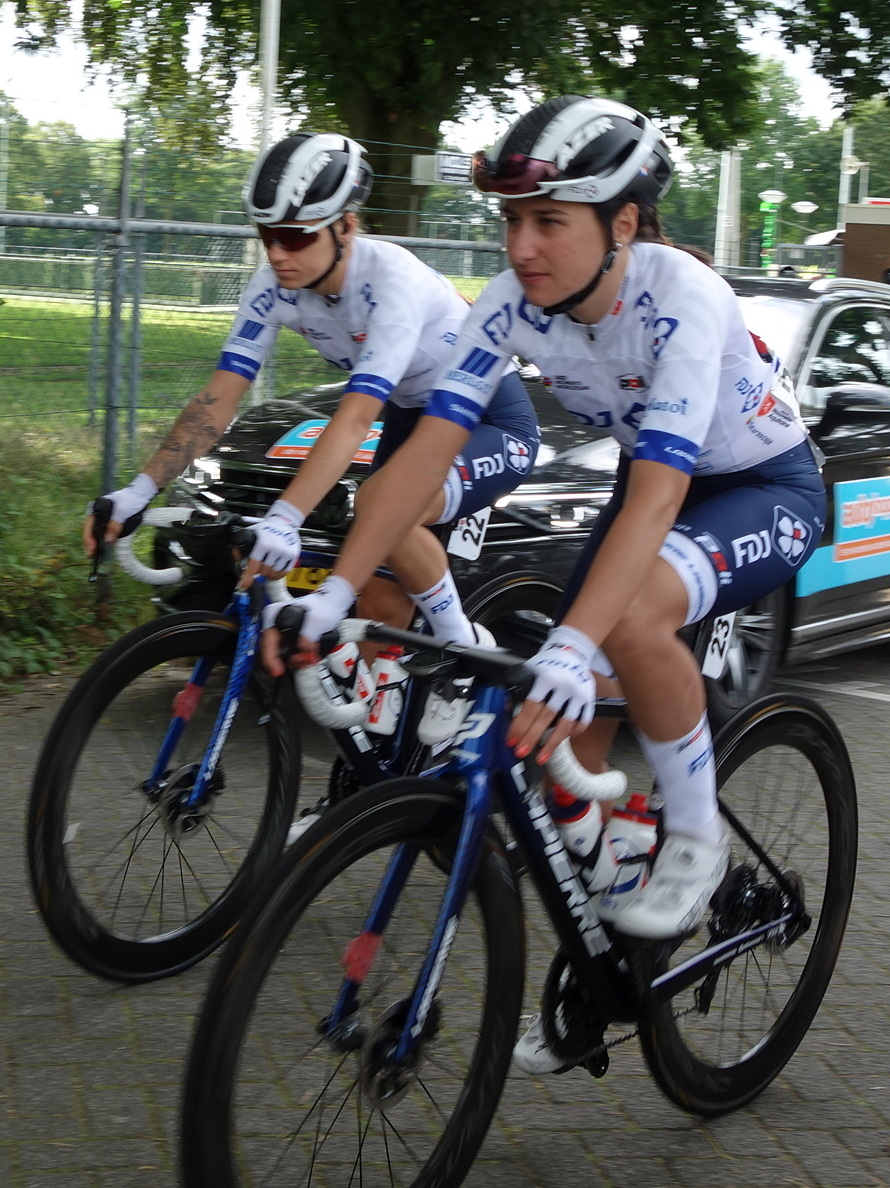
Eugénie Duval en 2021
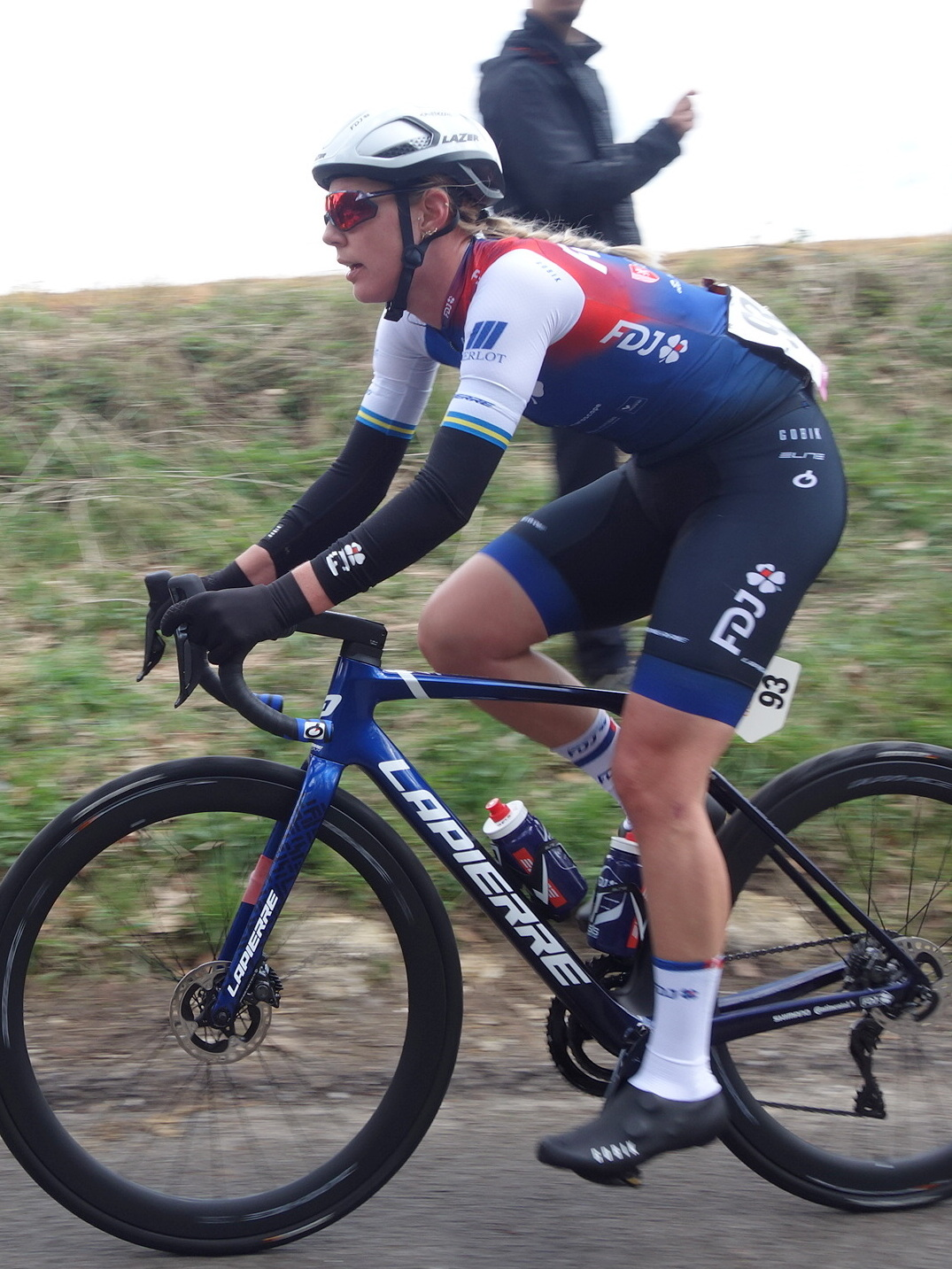
Emilia Fahlin en 2022
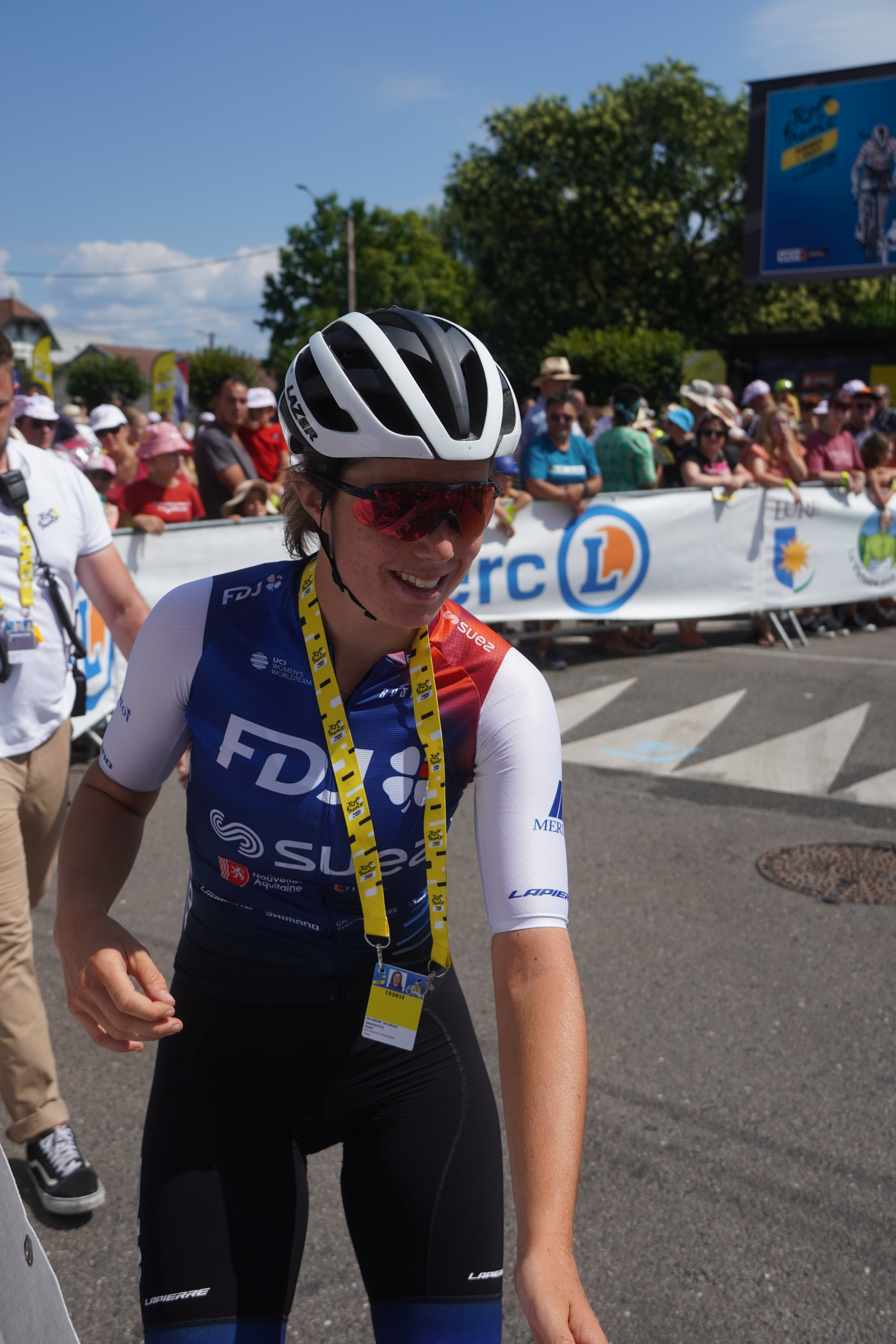
Maëlle Grossetête en 2022
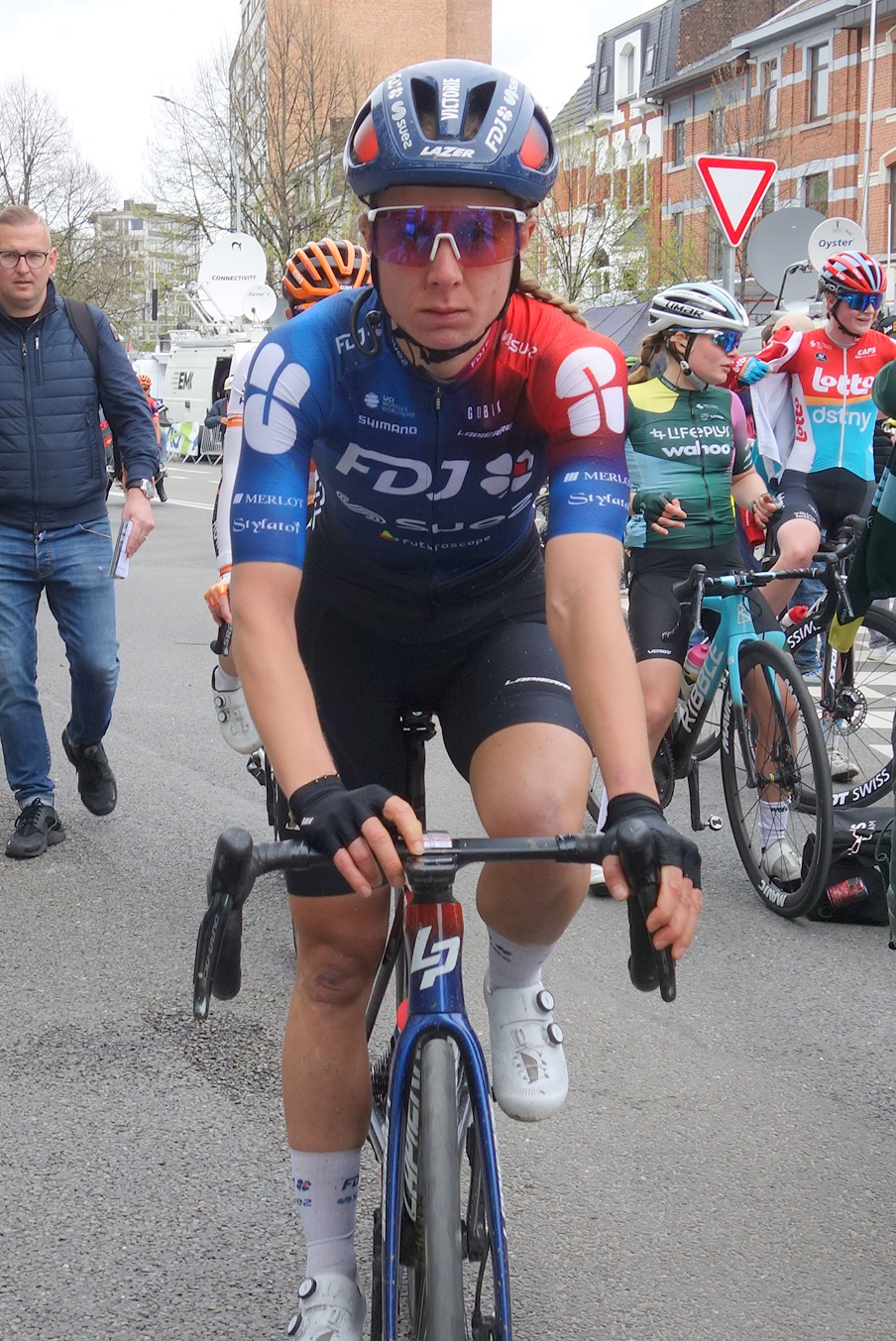
Victorie Guilman
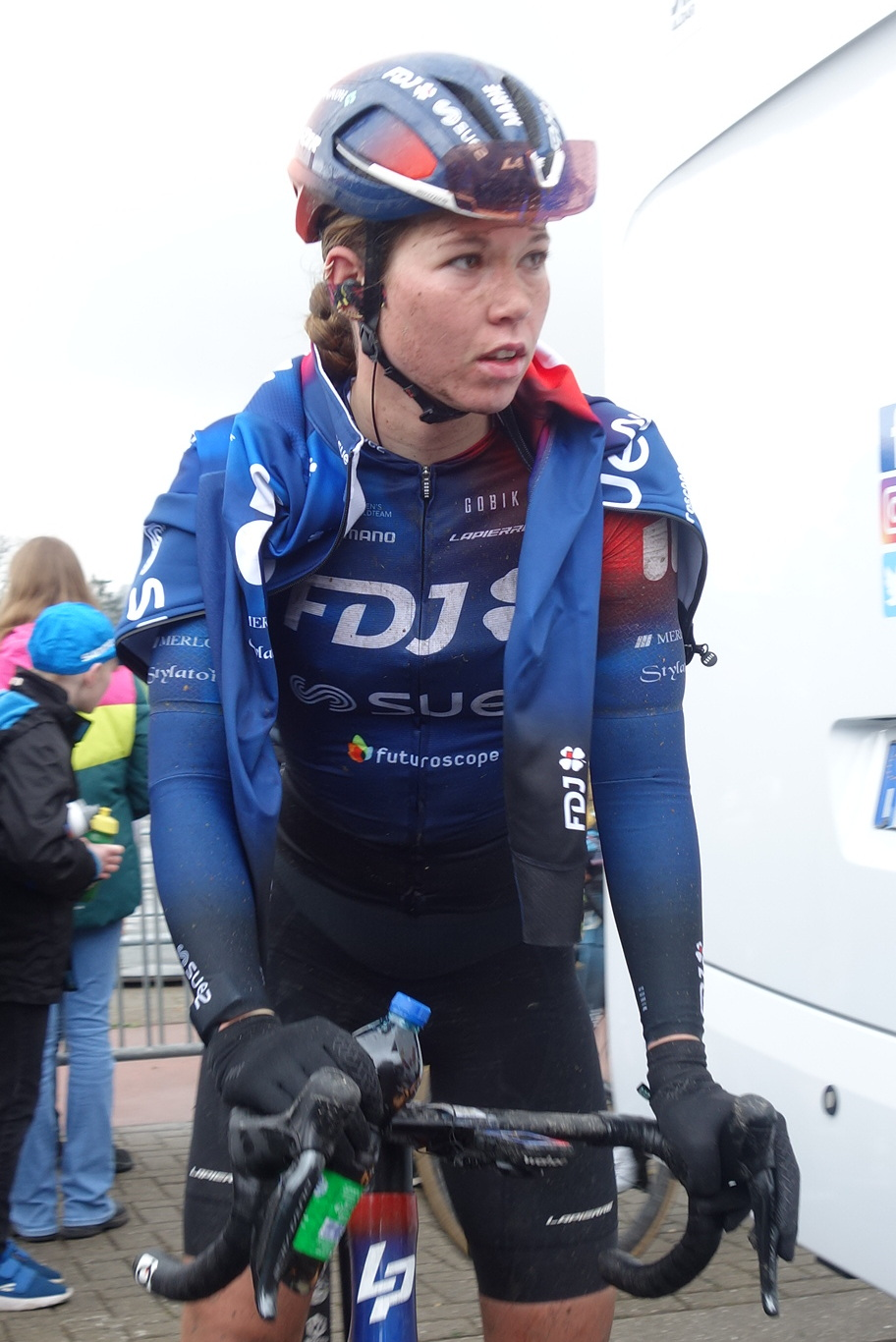
Marie Le Net
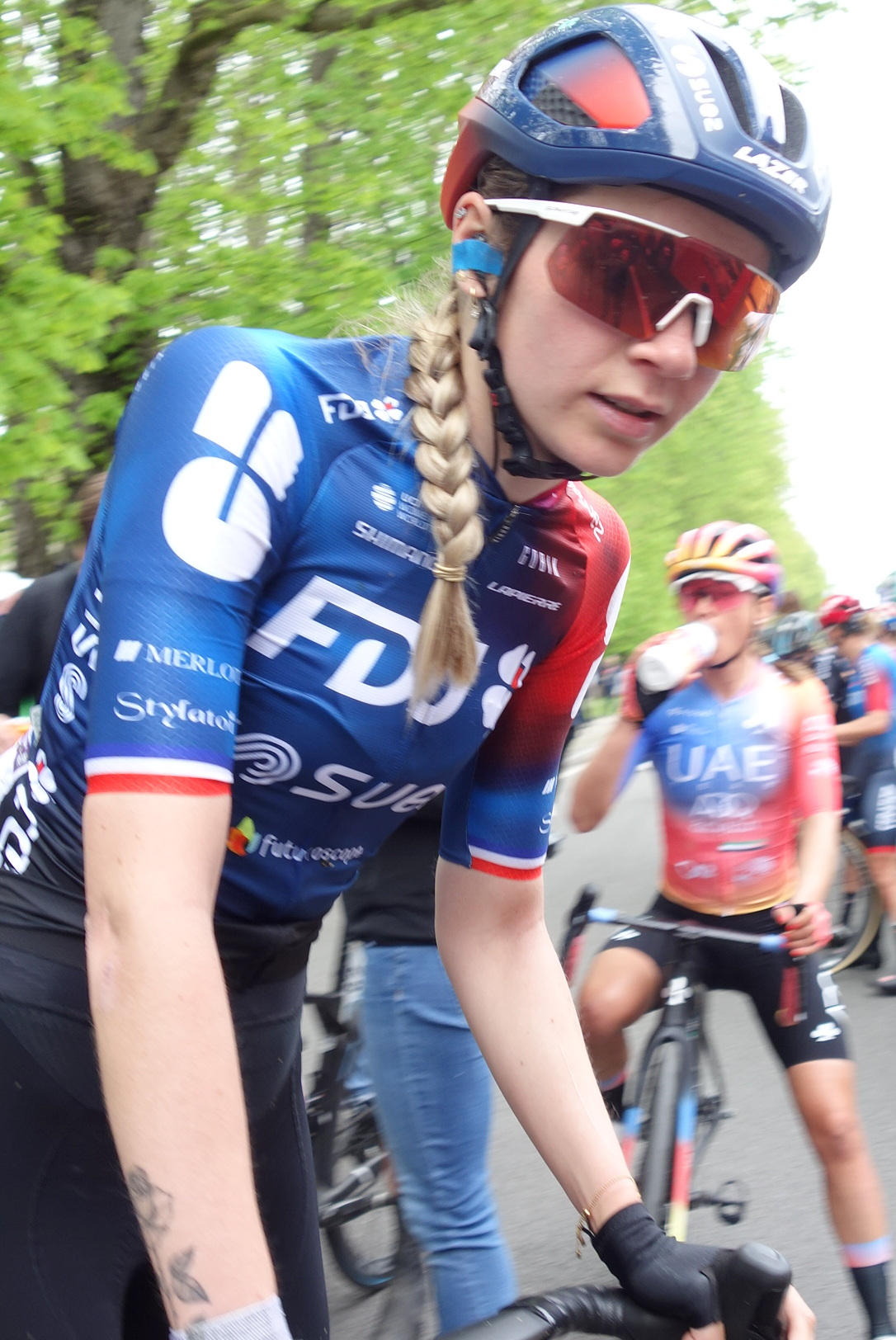
Évita Muzic
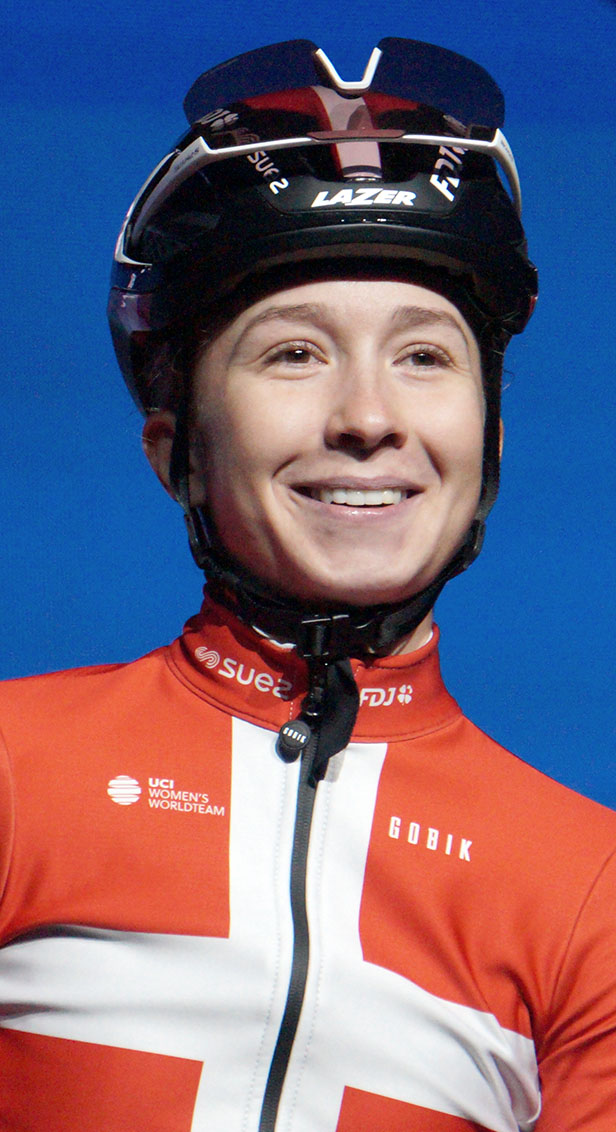
Cecilie Uttrup Ludwig
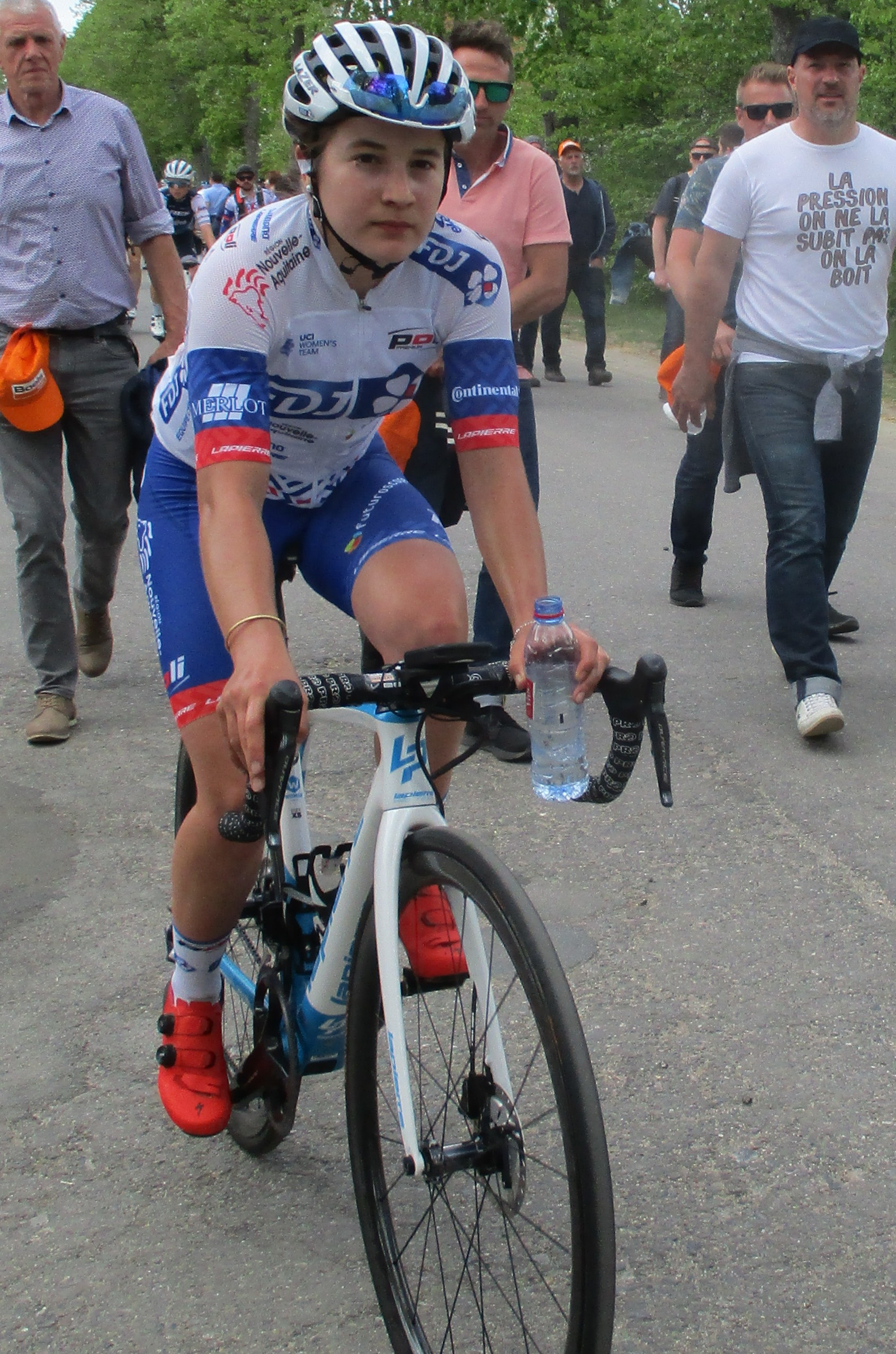
Jade Wiel en 2019

### Encadrement
Stephen Delcourt est le manager général de l'équipe. Cédric Barre est le directeur sportif. Il est assisté de Nicolas Maire et de Flavien Soenen.

## Déroulement de la saison

### Janvier-Février
Aux championnats d'Australie, Grace Brown s'impose sur le contre-la-montre. Sur route, elle est devancée par Brodie Chapman. Au Women's Tour Down Under, Clara Copponi est deuxième du sprint de la première étape derrière Daria Pikulik. Le lendemain, à un kilomètre du sommet du Mount Lofty, Amanda Spratt passe à l'offensive. Grace Brown et Loes Adegeest partent à sa poursuite. Le reste du groupe de tête revient ensuite sur ce duo. Amanda Spratt est reprise dans le dernier kilomètre. Grace Brown est cinquième. Sur l'ultime étape, dans Corkscrew Road, Amanda Spratt attaque à un kilomètre et demi du sommet. Grace Brown la suit à distance. Elle revient au bout de sept kilomètres de descente, soit sous la flamme rouge. Brown devance Spratt au sprint. Elle remporte ainsi le classement général.
À la Cadel Evans Great Ocean Road Race, dans la montée de Challambra Crescent, Kristabel Doebel-Hickok accélère. Elle est rejointe par Amanda Spratt. Loes Adegeest et Nikola Nosková opèrent la jonction peu avant le sommet. Dans la descente, d'autres coureuses reviennent sur la tête. Ce groupe est repris avant le passage sur la ligne d'arrivée. Dans la côte, Nosková passe à l'offensive, emmenant dans son sillon Amanda Spratt. Seule Loes Adegeest parvient à suivre Spratt. Nosková est distancée dans la partie la plus raide de l'ascension. Sur la replat, Spratt effectue tout le travail. Au sprint, Adegeest devance Spratt.
Au Tour des Émirats arabes unis, Marta Cavalli est distancée quand des bordures se forme sur la troisième étape.

### Mars
Aux Strade Bianche, quand Annemiek van Vleuten accélère dans le Colle Pinzuto, Cecilie Uttrup Ludwig fait partie des rares à pouvoir la suivre. Elle conclut la course à la troisième place après la disqualification de Kristen Faulkner. Au Tour de Drenthe, Vittoria Guazzini est septième du sprint. La semaine suivante au Trofeo Alfredo Binda-Comune di Cittiglio, à deux tours de l'arrivée Shirin van Anrooij passe à l'offensive dans la côte d'Orino. Grace Brown part en poursuite, mais elle est reprise dans Casalzuigno. Dans Orino, Mavi Garcia, Marta Cavalli et Ricarda Bauernfeind tentent tour à tour, mais sans succès. Vittoria Guazzini est deuxième du sprint du peloton derrière Elisa Balsamo et donc troisième de la course. Clara Copponi est huitième de Gand-Wevelgem. Sur À travers les Flandres, Vittoria Guazzini se classe quatrième.

### Avril
À Paris-Roubaix, Eugénie Duval fait partie de l'échappée. Celle-ci prend jusqu'à cinq minutes d'avance. Même si les favorites se rapprochent durant la course, c'est l'échappée qui se dispute la victoire sur le vélodrome. Eugénie Duval termine au pied du podium.
Sur l'Amstel Gold Race, dans le final, Soraya Paladin s'échappe. Grace Brown part en poursuite de l'Italienne et opère la jonction à cinq kilomètres de l'arrivée. Dans le Cauberg, Paladin distance Brown. Elle est sixième de la course, Cecilie Uttrup Ludwig dixième. À la Flèche wallonne, Évita Muzic prend la cinquième place en haut du mur de Huy.

### Mai
Grace Brown remporte le Grand Prix du Morbihan, puis le Tour de Bretagne.
Au Tour d'Espagne, Clara Copponi est quatrième du sprint de la troisième étape. Le lendemain, Marta Cavalli est en difficulté. Sur la cinquième étape, l'équipe fait le forcing dans le Puerto de Navafría (es) au point de réduire le peloton à une vingtaine de coureuses. Dans l'ascension du Mirador de Peñas Llanas, Demi Vollering imprime un rythme soutenu, éliminant ses adversaires les unes après les autres. Annemiek van Vleuten, Ricarda Bauernfeind et Évita Muzic sont celles qui résistent le plus longtemps. Cette dernière prend finalement la quatrième place. Le lendemain, Van Vleuten attaque dès la première difficulté ce qui éparpille le peloton. Évita Muzic est dans le groupe de tête. Realini et Van Vleuten s'isolent en tête, Loes Adegeest règle le groupe de poursuite. Lors de l'ultime étape qui se conclut au sommet, Évita Muzic est de nouveau quatrième. Elle conclut la course à la sixième place du classement général.
Au Tour du Pays basque qui suit, Évita Muzic est sixième de la première étape qui fait déjà des écarts. Elle est à nouveau sixième mais dans le sprint. Lors de l'ultime étape, elle est quatrième. Elle est sixième du classement général. Au Tour de Burgos, Cecilie Uttrup Ludwig se classe sixième de la dernière étape, la seule montagneuse.
À la RideLondon-Classique, Clara Copponi fait partie du groupe de quatorze à se disputer la victoire sur la première étape. Elle lance le sprint, mais Charlotte Kool la remonte et s'impose. Elle est cinquième de la dernière étape.

### Juillet
Au Tour d'Italie, Annemiek van Vleuten attaque dans la deuxième étape dans le Passo della Colla. Derrière, Cecilie Uttrup Ludwig règle le groupe de poursuite. Marta Cavalli est septième. Dans la cinquième étape, Cavalli fait dans un premier temps partie des favorites en tête. Elle ne peut cependant suivre dans le final. Uttrup Ludwig est onzième et Cavalli dix-septième. L'Italienne sombre complètement le lendemain, tandis qu'Uttrup Ludwig perd trente-et-une secondes. Elle est cinquième de l'arrivée en côte sur l'étape suivante, puis sixième du sprint de la huitième étape. Elle conclut l'épreuve à la sixième place.
Au Tour de France, Cecilie Uttrup Ludwig est huitième de la première étape, puis sixième le lendemain. Lors de l'étape du Tourmalet, Marta Cavalli et Cecilie Uttrup Ludwig sont respectivement huitième et neuvième, mais loin des favorites. Sur le contre-la-montre final, Grace Brown est quatrième, quarante secondes derrière Marlen Reusser. Cecilie Uttrup Ludwig est septième du classement général final.

### Août
Aux championnats du monde du contre-la-montre, Grace Brown, malgré un meilleur final, termine deuxième derrière Chloe Dygert pour cinq secondes. Sur la course en ligne, dans la première ascension de la Montrose Street, Marlen Reusser place une attaque. Elle est suivie par Anna Henderson puis également par Élise Chabbey, Soraya Paladin, Riejanne Markus, Cecilie Uttrup Ludwig et Agnieszka Skalniak-Sójka. Tout revient dans l'ordre avant la fin du tour. Uttrup Ludwig fait partie du petit groupe de favorites dans le final. Elle passe à l'offensive aux sept kilomètres. Elle est suivie dans un second temps par Kopecky. Cette dernière profite d'une ascension pour distancer la Danoise. Elle n'est plus reprise. Uttrup Ludwig prend la médaille de bronze.
Au Tour de Scandinavie, Cecilie Uttrup Ludwig est troisième du sprint de la première étape derrière Lorena Wiebes et Elisa Balsamo. Le lendemain, dans le Norefjell, les favorites se disputent la victoire. Uttrup Ludwig s'y montre la plus rapide, comme l'an passé. Elle est de nouveau troisième du sprint sur la troisième étape. Dans le contre-la-montre, Grace Brown s'impose. Uttrup Ludwig concède cinquante-deux secondes et perd la tête du classement général au profit d'Annemiek van Vleuten pour dix-sept secondes. Dans le dernier kilomètre, Cecilie Uttrup Ludwig sort et n'est plus reprise. Elle a cinq secondes d'avance sur le peloton, avec la bonification, elle reprend quinze secondes au classement général. Cependant, cela ne suffit pas et Annemiek van Vleuten remporte la course.

### Septembre

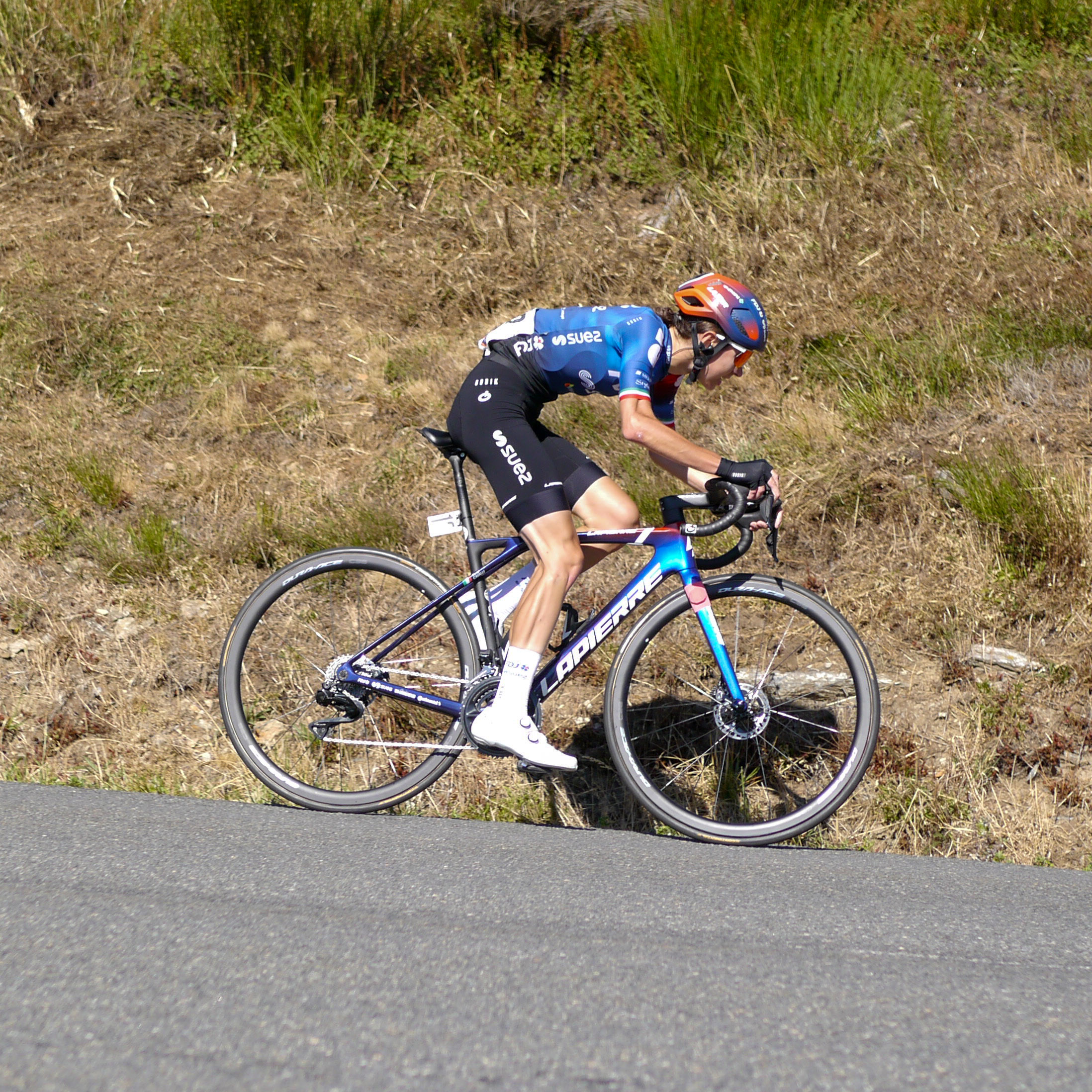
Marta Cavalli sur le Tour de l'Ardèche

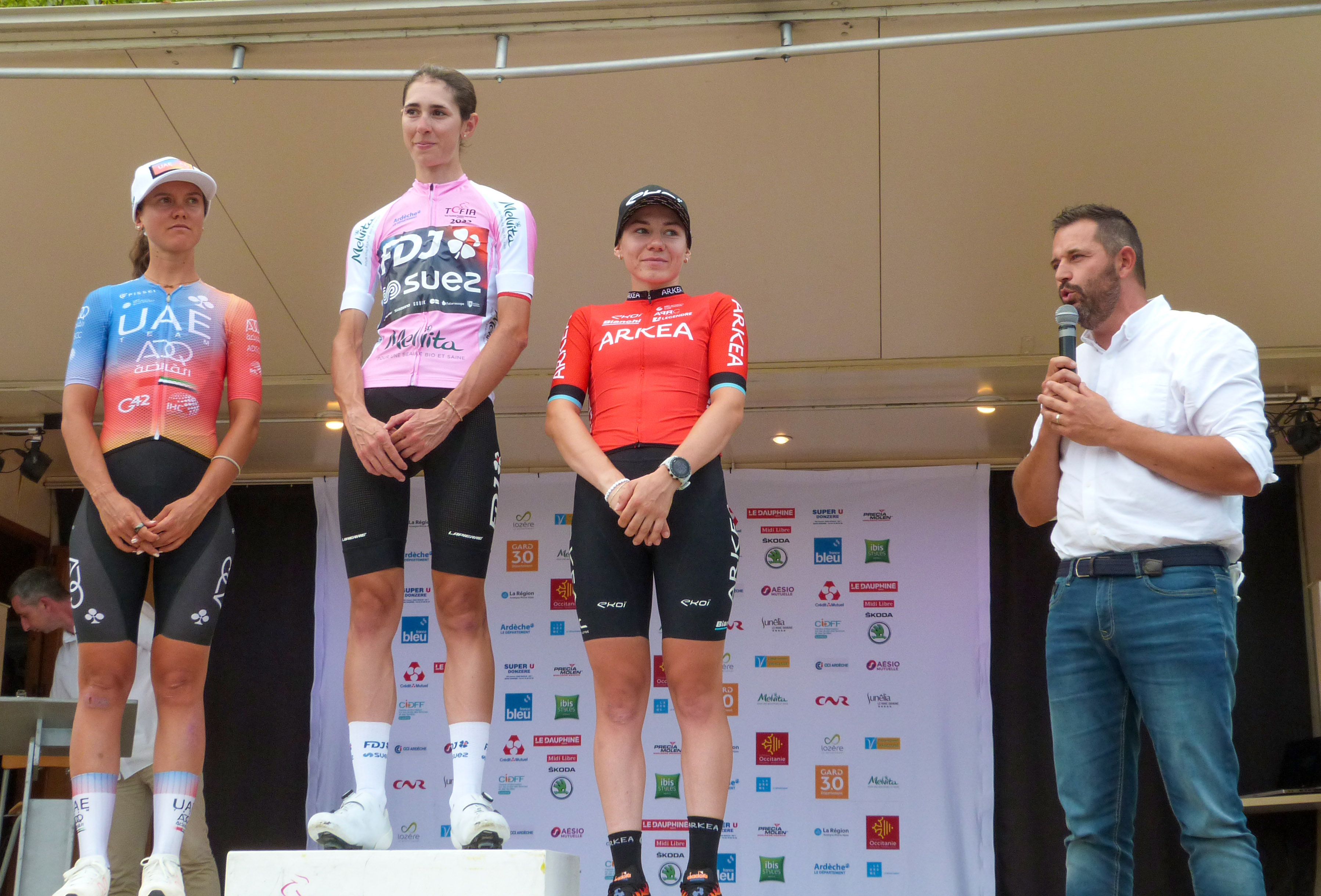
Podium du Tour de l'Ardèche

Au Tour de l'Ardèche, la cinquième étape comporte l'ascension du Mont Lozère. Marta Cavalli court en tête et distance sa compagnon d'échappée Erica Magnaldi sous la flamme rouge,. Elle prend la tête du classement général. Sur la dernière étape, dans le col de la Fayolle, elle sort avec Magnaldi et Olivia Baril. Elle prend la troisième place, mais remporte le classement général et celui de la montagne.
À la fin du mois, Cecilie Uttrup Ludwig s'impose à Bologne en haut du sanctuaire di San Luca durant le Tour d'Émilie devant Marta Cavalli. Évita Muzic est huitième.

## Victoires

### Sur route
| Victoires | Victoires                                                   | Victoires | Victoires | Victoires             | Victoires |
| Date      | Course                                                      | Pays      | Classe    | Vainqueur             |           |
| --------- | ----------------------------------------------------------- | --------- | --------- | --------------------- | --------- |
| 10 janv.  | Championnat d'Australie du contre-la-montre                 | Australie | CN        | Grace Brown           |           |
| 17 janv.  | Classement général, Women's Tour Down Under                 | Australie | 2.WWT     | Grace Brown           |           |
| 17 janv.  | 3e étape, Women's Tour Down Under                           | Australie | 2.WWT     | Grace Brown           |           |
| 28 janv.  | Cadel Evans Great Ocean Road Race Women                     | Australie | 1.WWT     | Loes Adegeest         |           |
| 17 mars   | 1re étape du Tour de Normandie féminin                      | France    | 2.1       | Gladys Verhulst       |           |
| 16 avr.   | Grand Prix de Chambéry                                      | France    | 1.1       | Victorie Guilman      |           |
| 6 mai     | Grand Prix de Plumelec-Morbihan                             | France    | 1.1       | Grace Brown           |           |
| 11 mai    | 3e étape du Tour de Bretagne                                | France    | 2.1       | Grace Brown           |           |
| 13 mai    | Classement général, Tour de Bretagne                        | France    | 2.1       | Grace Brown           |           |
| 10 juin   | 2e étape du Tour Féminin International des Pyrénées         | France    | 2.1       | Marta Cavalli         |           |
| 11 juin   | Classement général, Tour Féminin International des Pyrénées | France    | 2.1       | Marta Cavalli         |           |
| 24 juin   | Championnat de Suède sur route                              | Suède     | CN        | Emilia Fahlin         |           |
| 24 août   | 2e étape du Tour de Scandinavie                             | Norvège   | 2.WWT     | Cecilie Uttrup Ludwig |           |
| 26 août   | 4e étape du Tour de Scandinavie                             | Danemark  | 2.WWT     | Grace Brown           |           |
| 27 août   | 5e étape du Tour de Scandinavie                             | Danemark  | 2.WWT     | Cecilie Uttrup Ludwig |           |
| 9 sept.   | 5e étape du Tour de l'Ardèche                               | France    | 2.1       | Marta Cavalli         |           |
| 11 sept.  | Classement général, Tour de l'Ardèche                       | France    | 2.1       | Marta Cavalli         |           |
| 30 sept.  | Tour d'Émilie                                               | Italie    | 1.Pro     | Cecilie Uttrup Ludwig |           |

### Résultats sur les courses majeures

#### World Tour
| UCI Women's World Tour | UCI Women's World Tour | UCI Women's World Tour | UCI Women's World Tour                   | UCI Women's World Tour | UCI Women's World Tour | UCI Women's World Tour |
| Date                   | n°                     | Pays                   | Course                                   | Meilleure coureuse     | Classement             |                        |
| ---------------------- | ---------------------- | ---------------------- | ---------------------------------------- | ---------------------- | ---------------------- | ---------------------- |
| 15 – 17 janv.          | 1                      | Australie              | Women's Tour Down Under                  | Grace Brown            | 1re                    |                        |
| 28 janv.               | 2                      | Australie              | Cadel Evans Great Ocean Road Race Women  | Loes Adegeest          | 1re                    |                        |
| 9 – 12 fév.            | 3                      | Émirats arabes unis    | Tour des Émirats arabes unis             | Marta Cavalli          | 19e                    |                        |
| 25 fév.                | 4                      | Belgique               | Circuit Het Nieuwsblad                   | Grace Brown            | 16e                    |                        |
| 4 mars                 | 5                      | Italie                 | Strade Bianche                           | Cecilie Uttrup Ludwig  | 3e                     |                        |
| 11 mars                | 6                      | Pays-Bas               | Tour de Drenthe                          | Vittoria Guazzini      | 7e                     |                        |
| 19 mars                | 7                      | Italie                 | Trofeo Alfredo Binda-Comune di Cittiglio | Vittoria Guazzini      | 3e                     |                        |
| 23 mars                | 8                      | Belgique               | Classic Bruges-La Panne                  | Clara Copponi          | 15e                    |                        |
| 26 mars                | 9                      | Belgique               | Gand-Wevelgem                            | Clara Copponi          | 8e                     |                        |
| 2 avr.                 | 10                     | Belgique               | Tour des Flandres                        | Grace Brown            | 24e                    |                        |
| 8 avr.                 | 11                     | France                 | Paris-Roubaix                            | Eugénie Duval          | 4e                     |                        |
| 16 avr.                | 12                     | Pays-Bas               | Amstel Gold Race                         | Grace Brown            | 6e                     |                        |
| 19 avr.                | 13                     | Belgique               | Flèche wallonne                          | Évita Muzic            | 5e                     |                        |
| 23 avr.                | 14                     | Belgique               | Liège-Bastogne-Liège                     | Évita Muzic            | 17e                    |                        |
| 1 – 7 mai              | 15                     | Espagne                | Tour d'Espagne                           | Évita Muzic            | 6e                     |                        |
| 12 – 14 mai            | 16                     | Espagne                | Tour du Pays basque                      | Évita Muzic            | 6e                     |                        |
| 18 – 21 mai            | 17                     | Espagne                | Tour de Burgos                           | Cecilie Uttrup Ludwig  | 11e                    |                        |
| 26 – 28 mai            | 18                     | Royaume-Uni            | RideLondon-Classique                     | Eugénie Duval          | 15e                    |                        |
| 17 – 20 juin           | 19                     | Suisse                 | Tour de Suisse                           | -                      | -                      |                        |
| 30 juin – 9 juill.     | 20                     | Italie                 | Tour d'Italie                            | Cecilie Uttrup Ludwig  | 6e                     |                        |
| 23 – 30 juill.         | 21                     | France                 | Tour de France Femmes                    | Cecilie Uttrup Ludwig  | 7e                     |                        |
| 23 – 27 août           | 22                     | Norvège                | Tour de Scandinavie                      | Cecilie Uttrup Ludwig  | 2e                     |                        |
| 2 sept.                | 23                     | France                 | Grand Prix de Plouay                     | Loes Adegeest          | 16e                    |                        |
| 5 – 10 sept.           | 24                     | Pays-Bas               | Simac Ladies Tour                        | -                      | -                      |                        |
| 15 – 17 sept.          | 25                     | Suisse                 | Tour de Romandie                         | Cecilie Uttrup Ludwig  | 13e                    |                        |
| 12 – 14 oct.           | 26                     | Chine                  | Tour de l'île de Chongming               | Vittoria Guazzini      | 11e                    |                        |
| 17 oct.                | 27                     | Chine                  | Tour du Guangxi                          | -                      | -                      |                        |

#### Grands tours
| Grand tour            | Tour d'Espagne   | Tour d'Italie              | Tour de France             |
| --------------------- | ---------------- | -------------------------- | -------------------------- |
| Coureuse (classement) | Évita Muzic (6e) | Cecilie Uttrup Ludwig (6e) | Cecilie Uttrup Ludwig (7e) |
| Accessits             | -                | -                          | -                          |

## Classement mondial
| Classement UCI | Classement UCI        | Classement UCI | Classement UCI |
| Coureuse       | Coureuse              | Pays           | Points         |
| -------------- | --------------------- | -------------- | -------------- |
| 7e             | Cecilie Uttrup Ludwig | Danemark       | 2202 pts       |
| 16e            | Grace Brown           | Australie      | 1760 pts       |
| 32e            | Évita Muzic           | France         | 1067.57 pts    |
| 38e            | Loes Adegeest         | Pays-Bas       | 929.9 pts      |
| 46e            | Marta Cavalli         | Italie         | 799.57 pts     |
| 48e            | Vittoria Guazzini     | Italie         | 770.33 pts     |
| 100e           | Eugénie Duval         | France         | 351 pts        |
| 115e           | Victorie Guilman      | France         | 319 pts        |
| 122e           | Clara Copponi         | France         | 303.57 pts     |
| 128e           | Emilia Fahlin         | Suède          | 297 pts        |
| 163e           | Jade Wiel             | France         | 229.57 pts     |
| 165e           | Gladys Verhulst       | France         | 227.57 pts     |
| 261e           | Marie Le Net          | France         | 134.57 pts     |
| 373e           | Maëlle Grossetête     | France         | 84 pts         |
| 454e           | Stine Borgli          | Norvège        | 61 pts         |

FDJ-Suez est sixième du classement par équipes.